# Nassinia
Nassinia là một chi bướm đêm thuộc họ Geometridae.